# 印第安波托姆 (肯塔基州)
印第安波托姆（英語：Indian Bottom）是位於美國肯塔基州萊徹縣的一個鬼鎮。

## 地理
印第安波托姆所處的海拔為高於海平面335米（即1099英呎），而該地所採用的時區為UTC-5，即北美东部時區（EST）。同時該地設有夏令時間，為UTC-5調快一小時，即UTC-4（EDT）。